# Beam (rapero)
Tyshane Thompson (nacido en Parroquia de Saint Andrew, Jamaica, año 1995), conocido profesionalmente como Beam (un acrónimo de Be Everything And More (en español, Sé todo y más); estilizado en mayúsculas ; anteriormente como Tyshane and Elite ), es un rapero, cantante y compositor jamaicano-estadounidense. y productor discográfico. Es hijo del cantante de dancehall y góspel reggae Papa San . Fue la mitad del dúo de producción 808&Elite, también conocido como 808xElite . Beam lanzó su álbum de estudio debut, Alien, el 4 de febrero de 2022. Incluye colaboraciones con Justin Bieber, Jorja Smith y su padre, entre otros.

## Carrera musical
Según el padre de Thompson, comenzó a producir a los diez años. Formó el dúo de producción ahora disuelto 808 & Elite con Matt Massaro.
Recibió créditos por primera vez cuando produjo para Andy Mineo las pistas «Young» con KB, y «Michael Jackson» con Thi'sl, Rich Perez, R-Swift y Bubba Watson, del mixtape Formerly Known en 2011. En 2012, produjo la muy canción con tintes jamaiquinos «Black Rose» de Lecrae en el mixtape Church Clothes. También apareció en el episodio final de la serie web Saturday Morning Car-Tunez, creada por Andy Mineo, donde ayudó a remezclar la canción de Puff Daddy «It's All About the Benjamins».
El 6 de julio de 2012, Thompson y Matt Massaro, bajo el nombre de 808 & Elite, lanzaron el sencillo «Me Monster», con Andy Mineo, de su próximo beat-tape, Diamonds x Pearls. La cinta estuvo disponible dos días después para su descarga gratuita exclusivamente a través del sitio web cristiano de hip-hop Rapzilla. El talento de Thompson fue elogiado por los críticos cuando él y ThaInnaCircle produjeron la canción «Violence» de Lecrae, del estilo de la Costa Este, influenciada por el bajo, el reggae y el dancehall, del álbum ganador del Grammy Gravity, lanzado el 4 de septiembre de 2012. En octubre de 2012, Thompson compitió en la segunda Beat Battle anual de Rapzilla.com en el Flavor Fest de 2012. Thompson, su padre Papa San y su hermano Tyrone Andrew están trabajando en un proyecto colaborativo. 808 & Elite ahora produce bajo el sello Track or Die de Street Symphony . Además de su trabajo con su padre y su hermano, Lecrae, y Andy Mineo, Tyshane ha producido, tanto de forma independiente como como parte de 808 & Elite, para artistas como 2 Chainz, Yo Gotti, G-Eazy, Xavier Omär y Asaiah Ziv.

## Discografía

### Álbumes de estudio
| Título | Detalles del álbum                                                                          |
| ------ | ------------------------------------------------------------------------------------------- |
| Alien  | - Lanzamiento: 4 de febrero de 2022 - Etiqueta: Epic - Formato: Descarga digital, streaming |

### EPs
| Título             | Detalles                                                                                     |
| ------------------ | -------------------------------------------------------------------------------------------- |
| 95                 | - Lanzamiento: 18 de octubre de 2019 - Etiqueta: Epic - Formato: Descarga digital, streaming |
| Crimson Soundtrack | - Lanzamiento: 29 de octubre de 2020 - Etiqueta: Epic - Formato: Descarga digital, streaming |

#### Otras canciones registradas
| Título                                                                       | Año  | Posiciones más altas | Posiciones más altas | Posiciones más altas | Posiciones más altas | Posiciones más altas | Posiciones más altas | Posiciones más altas | Posiciones más altas | Posiciones más altas | Álbum                                           |
| Título                                                                       | Año  | US                   | US Christ.           | AUS                  | CAN                  | DEN                  | NZ Hot               | SWE                  | UK Stream.           | WW                   | Álbum                                           |
| ---------------------------------------------------------------------------- | ---- | -------------------- | -------------------- | -------------------- | -------------------- | -------------------- | -------------------- | -------------------- | -------------------- | -------------------- | ----------------------------------------------- |
| "Team" (Andy Mineo and Wordsplayed featuring Beam)                           | 2017 | —                    | 50                   | —                    | —                    | —                    | —                    | —                    | —                    | —                    | Andy Mineo and Wordsplayed Present Magic & Bird |
| "Dive" (Social Club Misfits featuring Beam)                                  | 2017 | —                    | 47                   | —                    | —                    | —                    | —                    | —                    | —                    | —                    | Into the Night                                  |
| "Love You Different" (Justin Bieber featuring Beam)                          | 2021 | 84                   | —                    | 72                   | 35                   | 31                   | —                    | 91                   | 73                   | 58                   | Justice                                         |
| "Freedom" (with Justin Bieber)                                               | 2021 | —                    | 20                   | —                    | —                    | —                    | 34                   | —                    | —                    | —                    | Freedom                                         |
| "Top Shotta" (Pop Smoke and the Neptunes featuring Pusha T, Travi, and Beam) | 2021 |                      | —                    | —                    | 67                   | —                    | —                    | —                    | —                    | 180                  | Faith                                           |

## Premios
- Ganó el premio al Mejor Álbum de Gospel en la 55.ª Entrega Anual de los Premios Grammy por Gravity en 2013.